# Salihli
Salihli è una città della Turchia, situata nella provincia di Manisa della regione dell'Egeo. La città si trova nelle immediate vicinanze delle rovine dell'antica capitale della Lidia, Sardi.